# Songbledeg
Songbledeg is een bestuurslaag in het regentschap Wonogiri van de provincie Midden-Java, Indonesië. Songbledeg telt 2225 inwoners (volkstelling 2010).